# Norveški znakovni jezik
Norveški znakovni jezik (ISO 639-3: nsl), znakovni jezik kojim se služi oko 4 000 osoba na području Norveške (Van Cleve 1986). Koristi se od 1815., a 1825. utemeljena je i prva škola za gluhe osobe, a 1878. i prvi klub gluhih osoba. Danas na njezinom tlu djeluju 3 škole, svaka sa svojim dijalektima nazvanim po gradovima gdje se nalaze, to su Holmestrand, Oslo i Trondheim. 
Upotrebljava se i na filmu, TV-u i videu

## Vanjske poveznice
- Ethnologue (14th)
- Ethnologue (15th)